# Dzenzurski
Dzenzurski (rus: Дзензурский) és un estratovolcà molt erosionat que es troba al sud de la península de Kamchatka, Rússia i s'eleva fins als 2.285 msnm. El volcà està situat en una carena que s'estén al nord-oest del volcà Jupanovski. La seva activitat fou important durant el Plistocè i després d'un llarg període de pausa va reprendre l'activitat durant l'Holocè. Hi ha extensos camps de lava al nord-est del volcà, mentre l'activitat geotèrmica es manifesta al vessant sud-est amb nombroses fumaroles i una piscina de fang.